# Vandit Records
Vandit Records ist ein Plattenlabel mit Hauptsitz in Berlin. Vandit wurde 2000 von Paul van Dyk gegründet und veröffentlicht Musik im Bereich Trance und Progressive House.
Das Motto des Labels lautet „No art without artists“ („Keine Kunst ohne Künstler“), was bedeuten soll, dass bei Vandit die Künstler und ihre Musikalischen Visionen im Vordergrund stehen. Dies versucht Vandit unter anderem auch dadurch zu schaffen, dass das Label die Herstellung, Promotion und Vertriebskoordination übernimmt, so dass sich der Artist voll und ganz auf seine Arbeit als Musiker konzentrieren kann.
Regelmäßige Labelveranstaltungen sind die „Vandit Nights“, die alljährlich im Kesselhaus in der Kulturbrauerei Berlin und mittlerweile auch international stattfinden. Bei diesen Veranstaltungen legen außer Paul van Dyk weitere nationale und internationale DJs wie Moguai, Timo Maas, Sander Kleinenberg, Roger Shah, Alex M.O.R.P.H., Ben Nicky oder Maarten de Jong auf.
Im Juli 2010 fusionierte Vandit Records mit Armada Music. Das Vandit-Team blieb für das A&R-Management verantwortlich, Armada übernahm die Verwertung des Vandit Back Katalogs mit seinen bislang 100 Veröffentlichungen und mehr als 200 Tracks des Sublabels Vandit Digital.
2013 wurde das Joint Venture aufgelöst. VANDIT agiert seit Sommer 2013 wieder als unabhängiges Label.

## Künstler
- Paul van Dyk
- Giuseppe Ottaviani
- Kuffdam & Plant
- Nu NRG
- Second Sun
- Alex M.O.R.P.H.
- Filo & Peri
- Ben Nicky
- Maarten de Jong
- Genix
- Eddie Bitar
- SHato & Paul Rockseek
- Chris Bekker
- Las Salinas